# Vaglia
Vaglia é uma comuna italiana da região da Toscana, província de Florença, com cerca de 4.854 habitantes. Estende-se por uma área de 56 km², tendo uma densidade populacional de 87 hab/km². Faz fronteira com Borgo San Lorenzo, Calenzano, Fiesole, San Piero a Sieve, Sesto Fiorentino.
É onde se localiza a Villa Medicea di Pratolino.

## Demografia
| Variação demográfica do município entre 1861 e 2011                               |
|                                                                                   |
| Fonte: Istituto Nazionale di Statistica (ISTAT) - Elaboração gráfica da Wikipedia |